# 1873年逝世人物列表
1873年逝世人物列表：1月 - 2月 - 3月 - 4月 - 5月 - 6月 - 7月 - 8月 - 9月 - 10月 - 11月 - 12月
下面是1873年逝世的知名人士列表。

## 1月

### 1月9日
- 拿破仑三世，法國最後一位皇帝

### 1月18日
- 愛德華·布爾沃-利頓，第一代利頓男爵，英國小說家

### 1月20日
- 巴茲爾·莫羅，法國聖十字會創始人

### 1月23日
- 拉馬林加·斯瓦米加爾，印度教宗教領袖

### 1月26日
- 巴西佩德羅一世的配偶洛伊希滕貝格的阿美莉

## 2月

### 2月3日
- 以撒·貝克·布朗，英國婦科醫生、外科醫生

### 2月7日
- 約瑟夫·謝里丹·勒·法努，愛爾蘭作家

### 2月18日
- 瓦西尔·列夫斯基，保加利亞革命者（被處決）

### 2月23日
- 雅各布·冯·哈特曼，巴伐利亞將軍

## 3月

### 3月10日
- 約翰·托里，美國植物學家

### 3月24日
- 瑪麗·安·科頓，英國連環殺手（被處決）

### 3月25日
- 威廉·馬斯特蘭德，丹麥畫家[1]

### 3月29日
- 烏納坎·阿南塔·諾拉賈亞親王，暹羅親王

### 3月31日
- 瑪麗亞·馬格達萊娜·馬斯多特，瑞典薩米教育家
- 休·麥克斯韋，美國律師、政治家

## 4月

### 4月11日
- 愛德華·坎比，美國將軍
- 克裡斯托弗·漢斯汀，挪威地球物理學家

### 4月18日
- 尤斯图斯·冯·李比希，德國化學家

### 4月27日
- 威廉·查理斯·麥克雷迪，英國演員

### 4月29日
- Hortense Globensky-Prévost，加拿大女英雄

## 5月

### 5月1日
- 戴维·利文斯通，蘇格蘭非洲探險家

### 5月5日
- 厄瓜多第8任總統傑羅尼莫·卡里翁

### 5月6日
- 何塞·安东尼奥·派斯，委內瑞拉第一任總統

### 5月7日
- Salmon P. Chase，美國首席大法官
- 约翰·斯图尔特·密尔，英國哲學家[2]

### 5月13日
- 查理斯·露西，英國畫家[3]

### 5月15日
- 亞歷山德魯·伊萬·庫扎，羅馬尼亞第一任統治者

### 5月20日
- 喬治·艾蒂安·卡地亞，加拿大政治家

### 5月22日
- 亚历山德罗·曼佐尼，義大利詩人和小說家[4]

### 5月29日
- 愛德華·德·韋爾訥伊，法國古生物學家

### 5月30日
- 卡拉馬特·阿裡·賈恩普里，印度穆斯林學者[5]

## 6月

### 6月1日
- 約瑟夫·豪，加拿大政治家

## 8月

### 8月18日
- 卡爾二世，不倫瑞克公爵

## 9月

### 9月8日
- 約翰·加布里埃爾·施塔爾貝格，芬蘭神父，芬蘭第一任總統K.J.施塔爾貝格的父親[6]

### 9月11日
- 奧古斯丁·費爾南多·穆尼奧斯，里昂薩雷斯公爵，兩西西裡島的瑪麗亞·克莉絲蒂娜的摩根丈夫

### 9月17日
- 亞歷山大·貝瑞，蘇格蘭冒險家，澳大利亞先驅

### 9月22日
- 弗里德里希·弗雷-埃罗塞，瑞士聯邦委員

### 9月23日
- 让·沙科纳克，法國天文學家

### 9月28日
- 埃米爾·加博里歐，法國作家[7]

## 10月

### 10月5日
- 威廉·托德，美國商人，加拿大參議院提名人

### 10月9日
- 喬治·奧默羅德，英國歷史學家、古物學家

### 10月17日
- 羅伯特·麥克盧爾爵士，英國北極探險家

## 12月

### 12月14日
- 路易·阿加西，瑞士出生的地質學家、博物學家
- 亞歷山大·基思，蘇格蘭出生的釀酒師，新斯科舍省哈利法克斯市市長